# Ilja Arnoldowitsch Ilf

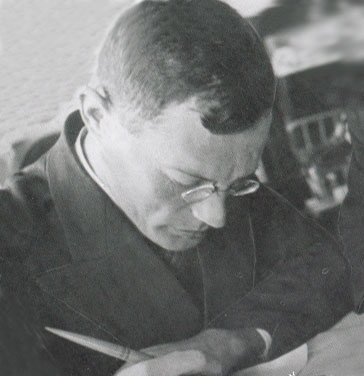
Ilja Ilf im Jahr 1932

Ilja Arnoldowitsch Ilf (russisch Илья Арнольдович Ильф, eigentlich Iechiel Leib Fainsilberg (russisch Иехиел Лейб Файнзильберг); * 3. Oktoberjul. / 15. Oktober 1897greg. in Odessa; † 13. April 1937 in Moskau) war ein ukrainisch-sowjetischer Schriftsteller. Sein Künstlername Ilf ist von seinem bürgerlichen Namen Iechiel Leib Fainsilberg abgeleitet.

## Leben
Ilja Ilf wurde 1897 in eine jüdische Familie in Odessa geboren. Nach der Russischen Revolution 1917 begann er als Journalist zu arbeiten und zog 1923 nach Moskau. Gemeinsam mit Jewgeni Petrow (1903–1942) war er seit 1927 Mitarbeiter für satirische Zeitungen, darunter für Krokodil. Beide wurden berühmt durch ihre als Ilf und Petrow gemeinsam verfassten Romane „Zwölf Stühle“ und „Das goldene Kalb“, in denen der listenreiche Betrüger Ostap Bender die Hauptfigur ist. Wie Petrow später in seinen „Erinnerungen an Ilf“ schilderte, erzählte ihm Ilja Ilf während eines gemeinsamen Friedhofsbesuches auf ihrer USA-Reise von seiner Tuberkulose, an der er 1937 in Moskau verstarb.

## Werke des Duos Ilf und Petrow
- Двенадцать стульев. Roman. 1928 (deutsch: Zwölf Stühle; zahlreiche Verfilmungen, u. a. Dreizehn Stühle).
- Светлая личность. Erzählung. 1928 (deutsch: Lichtgestalt).
- 1001 день, или Новая Шахерезада. Zyklus satirischer Novellen. 1929 (deutsch: Tausendundein Tag oder die neue Scheherazade).
- Необыкновенные истории из жизни города Колоколамска. Zyklus satirischer Novellen. 1929 (deutsch: Außerordentliche Geschichten aus dem Lebens der Stadt Radbrech).
- Золотой телёнок. Roman. 1931 (deutsch: Das goldene Kalb oder Die Jagd nach der Million).
- Одноэтажная Америка. Reisetagebuch. 1936 (deutsch: Eingeschossiges Amerika).
- Тоня. Novelle. 1937 (deutsch: Jagdrevier).

### Deutsche Ausgaben (Auswahl)
- Beziehungen sind alles. Erzählungen und Feuilletons. Verlag Volk und Welt, Berlin 1981.
- Das goldene Kalb oder Die Jagd nach der Million. Fischer-Taschenbuch, 1988, ISBN 3-596-28263-2.
  - Neuausgabe: übersetzt von Thomas Reschke: Die Andere Bibliothek, Berlin 2013, ISBN 978-3-8477-0340-2.
- Zwölf Stühle. Luchterhand, 2003, ISBN 3-630-62067-1.
- Ilja Ilf und Jewgeni Petrow: Das eingeschossige Amerika: Eine Reise mit Fotos von Ilja Ilf in Schwarz-Weiß und Briefen aus Amerika, aus dem Russischen von Helmut Ettinger. Mit einer Vorbemerkung von Alexandra Ilf und einem Vorwort von Felicitas Hoppe, 2 Bände in einer Kassette, Eichborn Verlag, Reihe Die Andere Bibliothek, Frankfurt am Main 2011 ISBN 978-3-8218-6239-2.